# 郊區

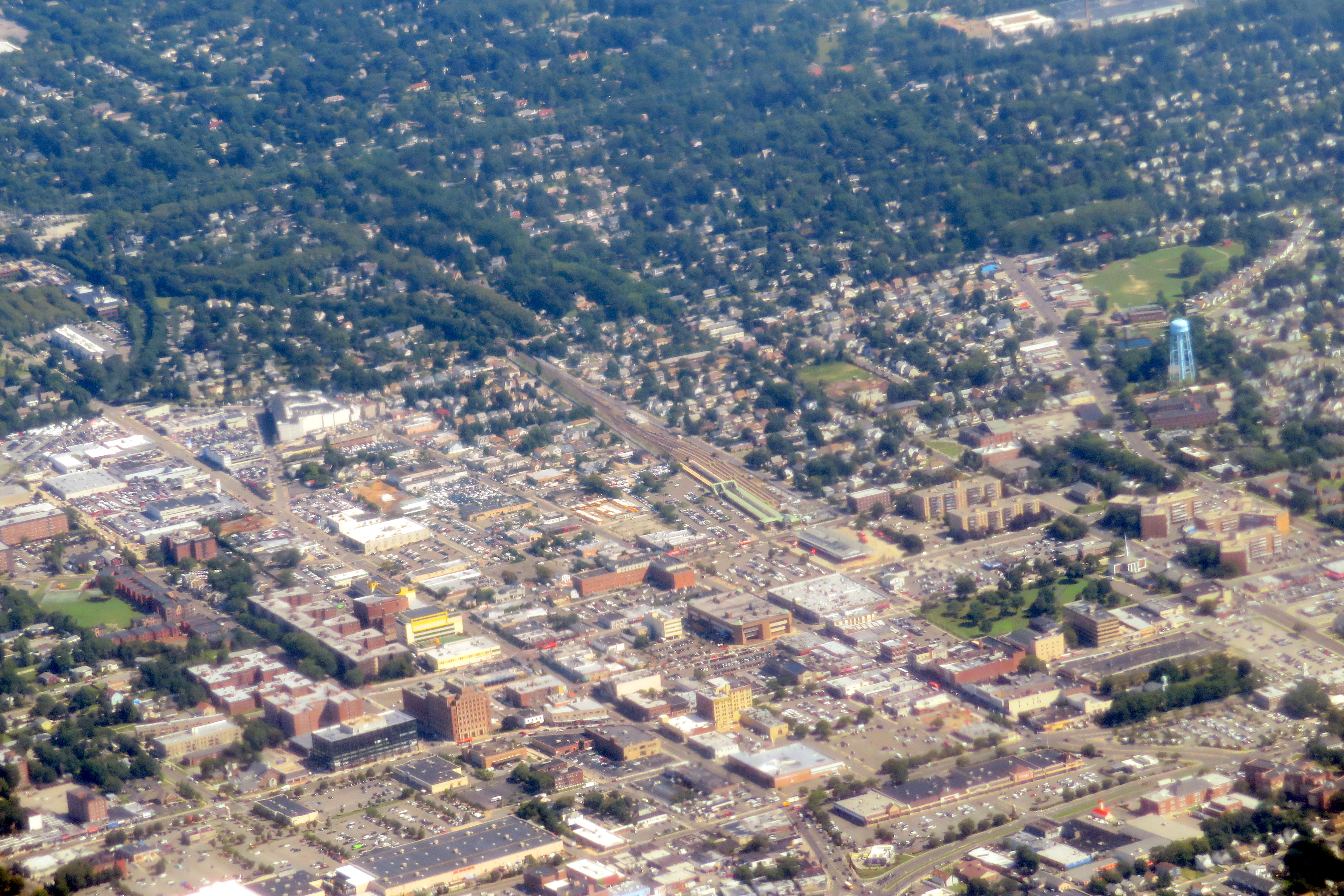
大多數美國人居住在郊區，例如紐約附近的長島。

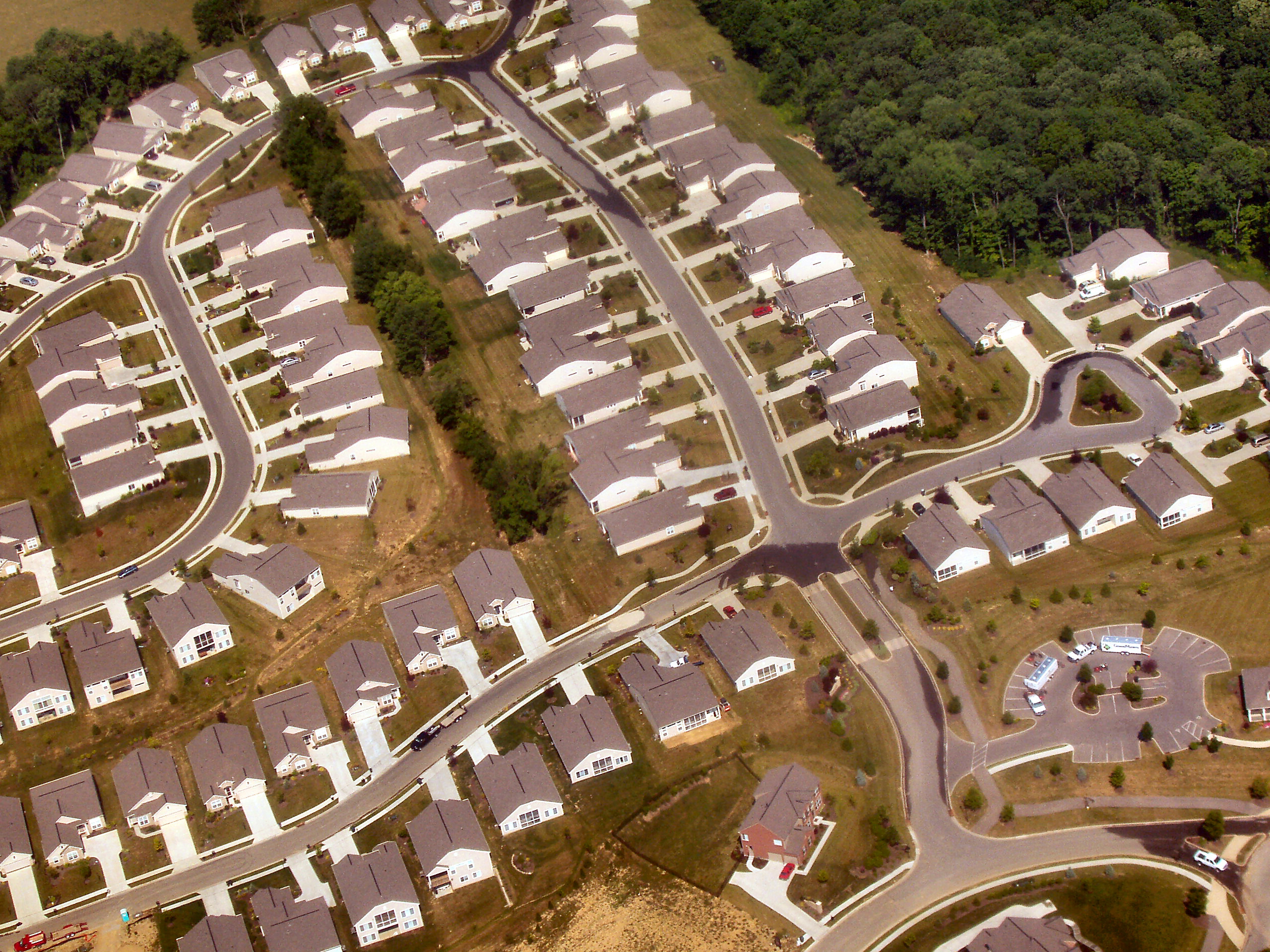
位於美國俄亥俄州辛辛那提市附近的住宅區，是美國典型的郊區形態

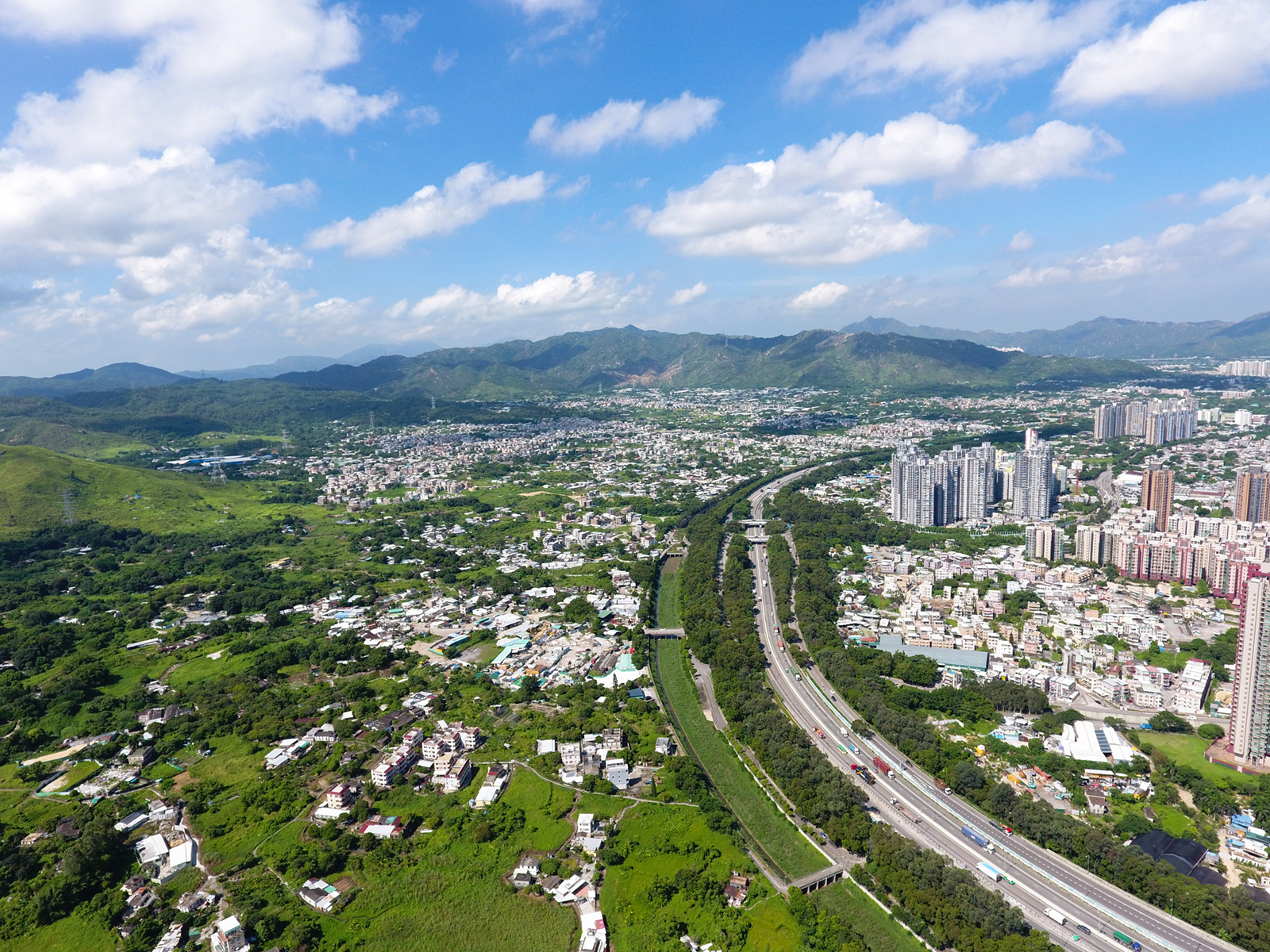
香港元朗南的近郊邊陲

郊區（英語：suburban，或簡稱，亦稱近郊、鄰近都市區域、市郊）是指城市外圍人口較多的區域。通常是商業區較少，而以住宅為主，或者還有相當程度農業活動但屬於都市行政轄區的地區。因此在都市圈和已開發國家，有許多人口居住在郊區，但就業和日常活動空間主要在城市裡。
位於城市的周邊、有一定人口的區域被認定為是「郊區」的條件有：具備商業、行政的基本服務、是連續區域（郊區的詳細定義，不同的城市規劃師有不同見解）；在西方，一座城市的郊區常常是另一個自治區域，並不隸屬於市中心所在的行政區域。郊區人口密度比都市中心周邊的住宅密集區域（內城）要低（若因政府或財團的計畫性開發，興建大規模的住宅，郊區的人口密度就會提高）。
郊區大多都是位在離城市較近的平坦地區。郊區出現以前，在歐洲、亞洲的許多國家，過去普遍都有許多居民在城牆（將主城區包圍起來）外圍居住，並且有密集商業活動的情形。在沒有建設城牆習慣的美國和日本，城市外圍一定區域內普遍也有集合居住和商業發展。
以往城市的傳統定義，在政治和經濟形態變化、人口增加的影響下，城市的界限已經漸漸模糊。此外由於鐵路、巴士、汽車和高速公路等交通設施的出現，讓人們能方便地從較遠的地區，前往人口和商業密集的都市中心工作（通勤），引此產生了「郊區」。
在香港，「郊區」（countryside）一詞的意思和專業上並不相同，是指「鄉村」或「郊野公園」等地，而以「新市鎮」稱呼本條目所述的區域，故此屬於同形異義詞。

## 字詞的來源
所謂「郊」，是指古代中國都城之外、或城鎮之外的地區。「郊」的部首是「邑」（⻏），為「集合體」之意；而旁邊的「交」則有「交結」、「寬廣」的意思。整體的解釋為：在「邑」（村落、都市）外的廣大區域，故「邑外為郊，郊外為甸」；又《爾雅》：「邑外謂之郊，郊外謂之牧，牧外謂之野，野外謂之林，林外謂之坰」。在日本稱為，其語源的解釋也相同。
英語為，根據牛津英語詞典，最早的使用記錄是1380年的「subarbis」，這個詞是來自古法語中的，之後轉變為拉丁語中的「suburbium」（sub = 下、urbs = 城市）。
在美國、加拿大以及大部分的西歐地區，「suburb」一字是指離開中心城市、不屬於中心城市的自治區域。這是一個很明確的定義，例如在大衛·魯斯克1993年所著的《沒有郊區的城市》（Cities Without Suburbs）一書中，他提倡「大都市圈政府」的概念（將以往的市和郡合併，把大都市圈內全部區域的管轄權都交給所屬的地方政府）。在美國有時又簡稱為「'burb」。
在英國、澳洲，「城區」（suburb）單純是指都市中心附近人口聚集較多的地區。（例如：內人口密集的克里夫敦區，因為不屬於市中心內的區域，因此被稱為「suburb」）澳洲由於擁有大量的土地、不需要進行城市的防禦，再加上發達的鐵路，早在19世紀就開始發生城市蔓延現象。由於美國、英國和澳洲對「suburb」的定義不同，經常引起誤會。澳洲的「inner suburb」是指雪梨等大城市內人口密集的地區，在美國稱為「neighborhood」（近鄰）。「outer suburb」則是指大城市範圍外緣的區域，與美國所說的「suburb」意義相同。
日本對於郊區（郊外）的定義並不明確，約略是指大城市的市區和外圍之間、距市中心有一段距離、綠意較多且大多為獨棟住宅的區域。日本政府認定的大都市圈，由於在國勢調查統計中發表的資料過於簡略，並未如同美國，由白宮的行政管理預算局（OMB）依據人口調查的基礎來統一定義「大都市圈」（metropolitan area）的明確範圍，日本的情況則是有各式各樣的大都市圈定義標準，每個地方政府、研究人員和機構都獨立的進行調查，並未整合並定義出共同的標準。

## 現在郊區面對的問題

### 比市中心人口更多的郊區

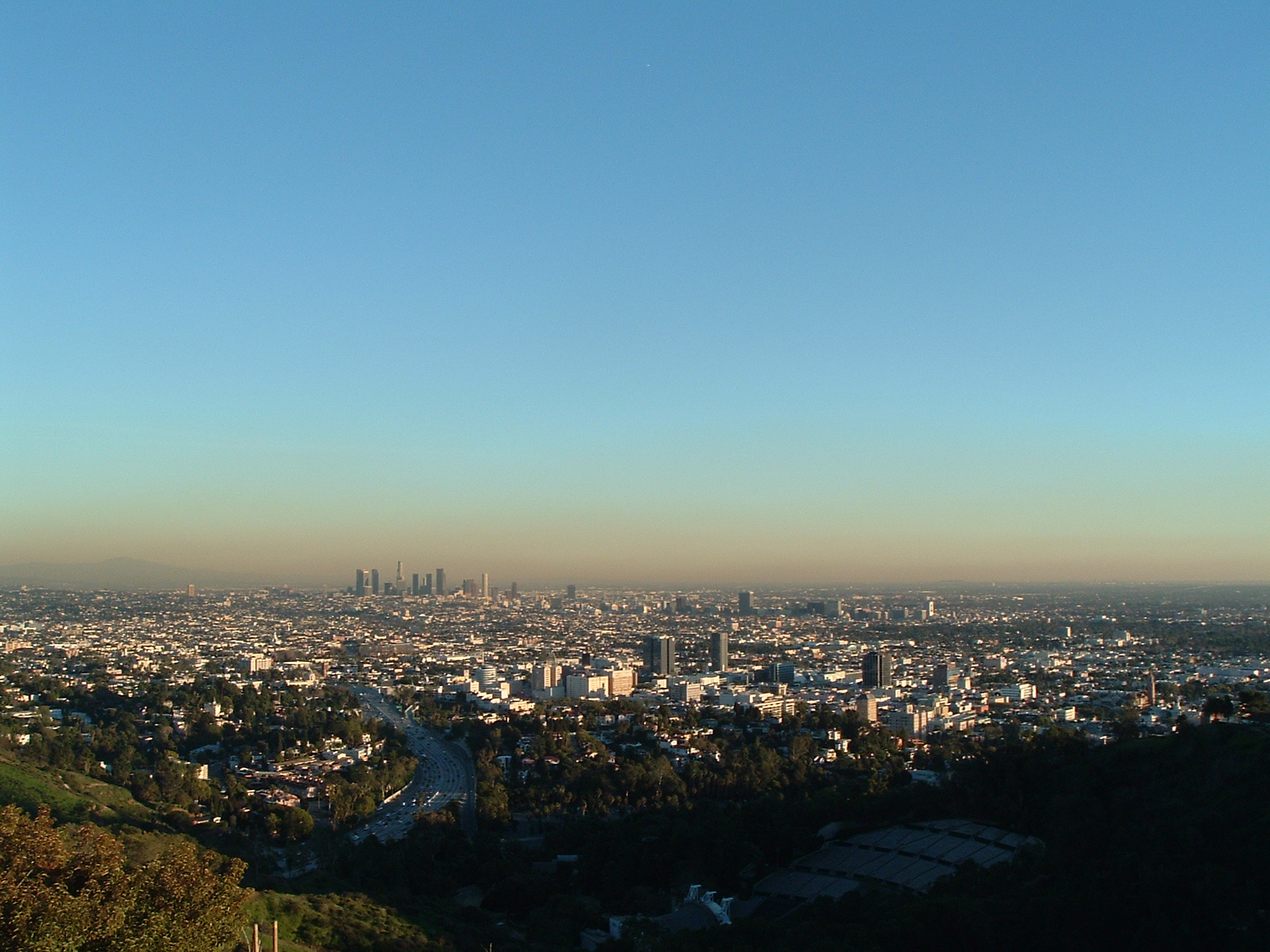
洛杉磯的郊區，從好萊塢市的山坡上往穆赫兰大道方向觀看的郊區景色（遠方看到的摩天大樓是洛杉磯市中心）

傳統上在北美地區，郊區是指建立在商店街、學校附近的居住著整個家庭的獨棟房屋，並且能夠方便到達鐵路、高速公路等交通設施的住宅區。但是現在許多的大都市圈中，由於人口的遽增，使得郊區充斥人口密集的公寓和集合住宅、複合辦公大樓和輕工業工廠、購物中心和大賣場。